# José Moncebáez
José Moncebáez Maceda fue un futbolista y entrenador mexicano. 

## Carrera como jugador
En 1940, ingresó al primer equipo del Club de Fútbol Atlante gracias al ingeniero Guillermo Aguilar Álvarez, donde comenzó como portero suplente de Raúl Estrada. Fue titular en el partido contra el Club Atlético San Lorenzo de Almagro, que ganaron por 5 a 2.
En 1942 fue transferido al Club América, jugando al lado de Roberto Scarone, Mateu Nicoláu, Florencio Caffarati, Luis García Cortina y Ramón Barrón.
Los últimos años de su carrera militó en el Club Deportivo Marte y en el Club Zacatepec, que logró ascender a Primera División. 

## Carrera como entrenador
En 1951 se graduó como entrenador de la escuela de técnicos que dirigía Donato Alonso y ese mismo año asumió la dirección técnica de los Reboceros de La Piedad, que acababa de ascender a Primera división y en el que jugaba José Villegas Tavares.
En 1954 pasó a dirigir al Club Zacatepec y al año siguiente al Morelia, que ascendió a Primera división. En 1957 estuvo al frente de los Jaibos Tampico Madero y en 1959 dirigió a Petroleros de Poza Rica de la Segunda división, con el que ganó la Copa México.
Dirigió interinamente al Club América en varios encuentros (antes las ausencias por motivos de salud de Alejandro Scopelli) en la temporada 1965-1966, y al año siguiente durante la primera vuelta de 1966-67 Club Toluca; curiosamente ambos equipos concluyeron como campeones.
En 1969 se hizo cargo del Club Necaxa y en 1970 del Club de Fútbol Torreón, salvando al equipo del descenso. Para el año siguiente no obstante, asumió como director técnico del Club de Fútbol Laguna. 
En 1973 dirigió a los Tiburones Rojos de Veracruz; en 1975 al Toluca y ese mismo año fue auxiliar técnico de Cruz Azul, puesto en el que duró poco tiempo pues en la temporada 1976-1977 fue entrenador del Puebla Fútbol Club. Fue entrenador de la Selección mexicana que jugó una serie de tres partidos contra la Unión Soviética, ganando uno, perdiendo otro y empatando el tercero, además de serlo con la Sub-20 que participó en el Copa Mundial de Fútbol Juvenil de 1979. Sus últimos años los pasó ligado al fútbol, ya que de  1984 a 2006, fue parte del personal de entrenadores de fuerzas básicas del Cruz Azul.